# Rischio sismico

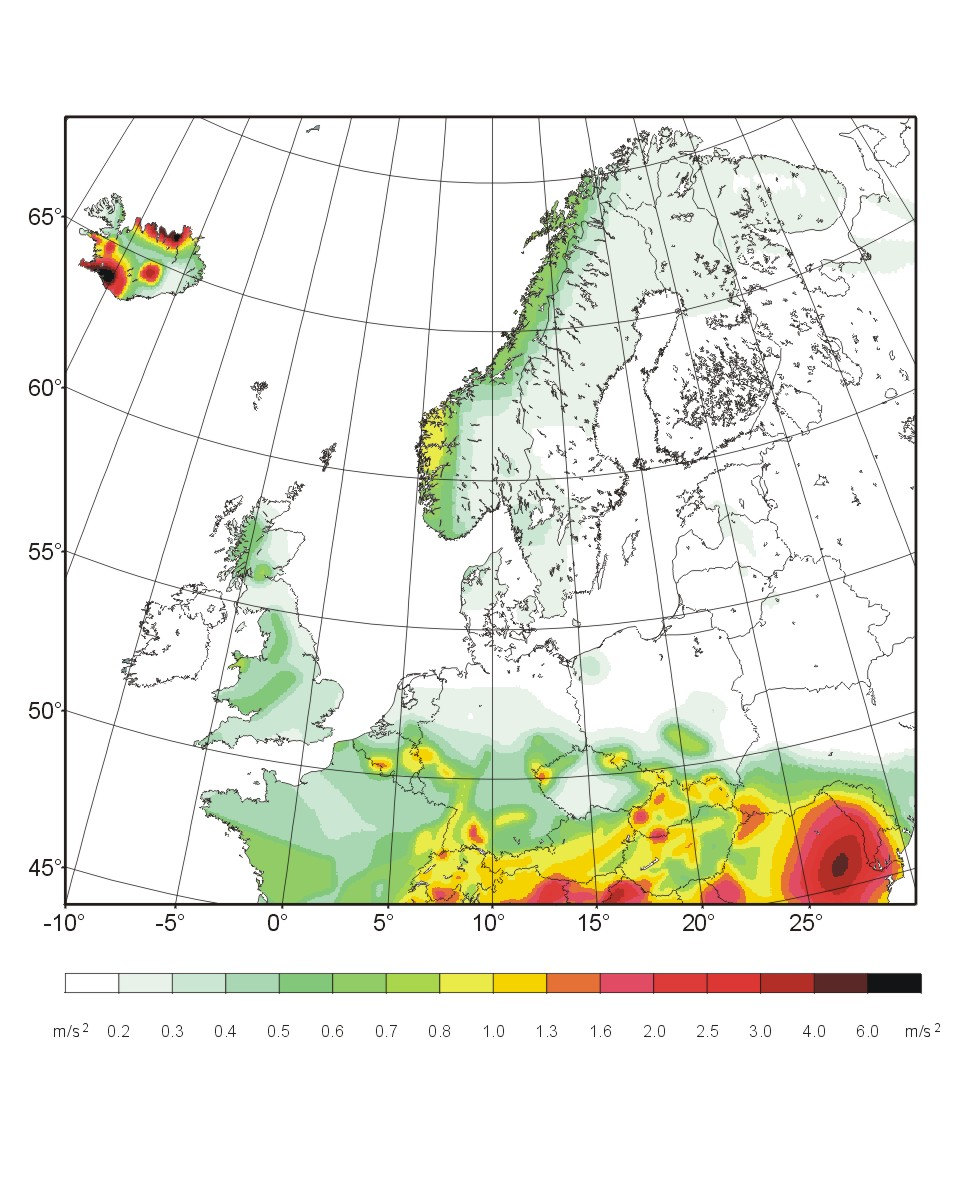
Mappa indicante il rischio sismico sul Nord Europa

In sismologia il rischio sismico è stato definito, dalla maggior parte dei propositi governativi, come le conseguenze di un potenziale danno economico, sociale ed ambientale derivante da eventi sismici pericolosi (come un terremoto) che possono occorrere su un certo territorio in un dato periodo di tempo. Esso utilizza i risultati dell'analisi del pericolo sismico, includendovi le probabilità di occorrenza dell'evento sismico. Assieme al rischio idrogeologico e al rischio vulcanico costituisce uno dei maggiori rischi ambientali connessi alle attività umane.

## Descrizione
Un edificio localizzato in una regione di alto pericolo sismico è a più basso rischio se esso è costruito secondo i principi dell'ingegneria sismica. D'altra parte, un edificio in mattoni localizzato in una regione con una storia di minore sismicità, su un terreno soggetto a frane, può essere a più alto rischio. Si può quindi definire il rischio sismico come il prodotto della probabilità di occorrenza dell'evento sismico e il livello atteso di scuotimento del suolo (magnitudo o accelerazione di picco, pericolosità sismica). A ciò andrebbe aggiunto anche un fattore che tiene conto degli eventuali effetti di sito per ottenere l'intensità effettiva attesa del sisma e un altro fattore che tiene conto dei criteri di costruzione di edifici e infrastrutture secondo le modalità di progettazione e realizzazione degli stessi.
Una speciale sottocategoria è il rischio sismico urbano, il quale esamina i problemi specifici delle città. La determinazione del rischio e la risposta dell'emergenza possono essere anche determinati attraverso l'uso di un terremoto simulato.
Di rilevante importanza è il rischio sismico negli edifici scolastici, A tal riguardo con la legge n. 244 del 24 dicembre 2007 il Fondo per interventi straordinari della Presidenza del Consiglio dei Ministri è stato incrementato di 20 milioni di euro all’anno a partire dal 2008 per l’adeguamento strutturale e antisismico delle scuole e per la costruzione di nuovi edifici scolastici, qualora sia indispensabile sostituire quelli ad elevato rischio sismico. Gli interventi finanziati dal programma sono definiti dall’ordinanza n. 3728 del 2008 all’art.1, commi 4, 5, 6 e 7. Come da ordinanza si precisa che gli interventi devono riguardare: 
– l’adeguamento strutturale ed antisismico degli edifici scolastici pubblici, se risultano necessari da verifiche tecniche eseguite coerentemente alle norme; 
– l’adeguamento strutturale ed antisismico degli edifici scolastici pubblici che, anche se non sono state eseguite le verifiche tecniche, si trovano in una reale situazione di grave e attuale rischio sismico; 
– devono però essere disponibili studi o documenti che lo certificano; 
– la costruzione di nuovi edifici scolastici pubblici, nei casi in cui sia indispensabile sostituire quelli esistenti ad elevato rischio sismico per i costi eccessivi dell’adeguamento sismico in relazione al costo per la costruzione di un nuovo edificio . 

### Determinazione

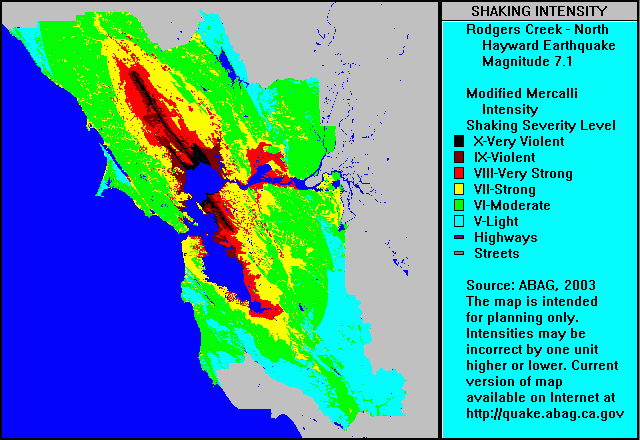
Esempio di mappa del pericolo sismico, una componente del rischio sismico

La determinazione del rischio sismico è fondamentale per le decisioni prese riguardo alla mitigazione del rischio ed è un passo "chiave" nella gestione dello stesso. Grandi corporazioni e varie imprese (per esempio, governi locali) analizzano le loro proprietà per determinare come superare i fondi limitati, assegnati alle strutture per il consolidamento degli edifici, o studiano altre misure per la riduzione del rischio come la pianificazione dell'emergenza. Nel calcolare il rischio, in base alla capacità dei titoli di proprietà, si considera la sicurezza della vita potenziale e le perdite economiche, dovute non solo al danno strutturale ma anche ai danni contenuti subiti dagli impianti e l'interruzione degli affari. 
Le agenzie pubbliche (locali, dello stato e federali) allo stesso modo analizzano il loro patrimonio immobiliare. Vengono messi in conto anche i collegamenti delle infrastrutture come l'acqua, le strade, le autostrade e i sistemi di fornitura dell'energia elettrica. Le compagnie assicurative utilizzano le stime del rischio sismico per determinare le percentuali appropriate nelle loro statistiche e per monitorare il sovraccarico di polizze in una piccola area. Un metodo semplificato per calcolare il rischio sismico di una data città implica l'uso di una valutazione su strada. Se si conosce il livello del pericolo sismico, il danno generalmente segue modelli prestabiliti.
Il rischio sismico è spesso determinato usando dei programmi per computer che gestiscono modelli sismici e che usano i dati immessi del pericolo sismico, combinandoli con le predisposizioni note di strutture e risorse, come edifici, ponti, centrali elettriche, ecc.; il risultato fornisce la probabilità per i danni economici o gli incidenti. Un programma informatico molto diffuso del settore è HAZUS. Mentre i risultati possono essere usati come misura generale di rischio sismico per i tipi di edifici, il rischio sismico attuale per ogni singolo edificio può variare considerevolmente dipendendo dall'esatta configurazione e condizione. Acquisire e analizzare i dati specifici per un singolo edificio o risorsa è uno degli aspetti più costosi e scoraggianti riguardo alla stima del rischio sismico. Sarebbe da considerare come un notevole progresso il fatto di poter calcolare la "fragilità" o la capacità sismica dei componenti costituenti una struttura.

### Riduzione

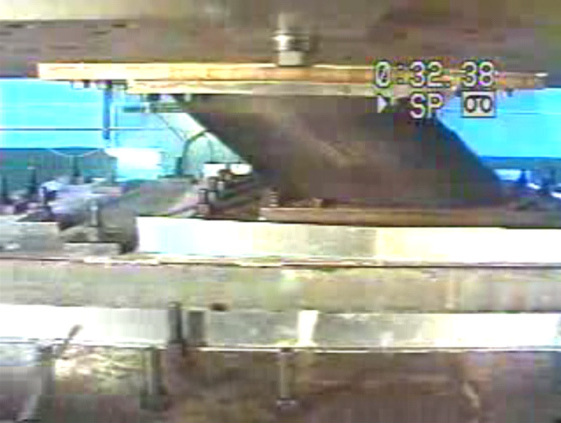
Isolatore sismico

Il rischio sismico può essere ridotto da programmi attivi che migliorano la risposta dell'emergenza e delle infrastrutture di base. Il concetto di predisposizione al terremoto può aiutare nel piano delle emergenze scaturito dal terremoto stesso. I codici dei palazzi sono intesi ad aiutare a gestire il rischio sismico e sono aggiornati secondo quanto si è imparato riguardo agli effetti di movimenti simici del suolo dove poggiano gli edifici. Comunque, i cambiamenti generalmente non diminuiscono immediatamente il rischio sismico in un territorio, poiché gli edifici esistenti vengono raramente fatti oggetti di richiesta per essere aggiornati o revisionati.
Se nel rischio sismico si include il potenziale effetto sulle infrastrutture pubbliche ed edifici in generale, il rimedio più ragionevole e saggio per abbassare il rischio di danni materiali ed umani è rappresentato dalla protezione attiva ovvero dall'uso di efficaci tecniche antisismiche di costruzione di edifici proprie dell'ingegneria sismica come ad esempio l'isolamento sismico: queste tecniche allo stadio attuale sono in grado di minimizzare i danni anche di terremoti estremamente potenti e sono diffusamente utilizzate in alcune delle aree più sismiche al mondo come il Giappone.